# 天野天街
天野 天街（あまの てんがい、1960年5月20日 - 2024年7月7日）は、日本の劇作家、演出家。

## 生涯
愛知県一宮市出身。愛知学院大学文学部史学科中退。
1982年、劇団少年王者舘旗揚げ、主宰。名古屋を拠点に演劇活動を行う。
1997年、名古屋市芸術奨励賞受賞。1998年より、KUDAN Project始動。2000年、「くだんの件」で岸田國士戯曲賞候補。
漫画家・つげ義春の作品「必殺するめ固め」の映画化（脚本・監督）を進めていることを公表。絵コンテも公表している（「コミックボックス別冊VOL.7」、04年）が、多忙の為中断している。
2024年7月7日に肺がんのため死去。64歳没。

## 作品リスト
（主な作品）
・自由ノ人形
・北斗☆銀
・チキユ
・マバタキの棺
・キニエリ
・少年ノ玉
・御姉妹
・メンキ
・星ノ天狗
・香ル港
・マッチ一本の話
・高丘親王航海記
・真夜中の弥次さん喜多さん
・平太郎物語
- トワイライツ
- カム伝（龍昇企画+温泉ドラゴン共同企画公演）
- 思い出し未来
- 1001（新国立劇場）

## 著書
- 星ノ天狗・御姉妹 ペヨトル工房, 1995.8
- くだんの件 天野天街作品集 北冬書房, 2001.9
- それいゆ (ヨムゲキ100)  演劇ぶっく社, 2001
- 平太郎化物日記 北冬書房, 2008
- 天野天街萬華鏡 北冬書房, 2009
- つげ義春「必殺するめ固め」映画用絵コンテ 北冬書房, 2013.10